# Cochemiea barbata
Cochemiea barbata ist eine Pflanzenart aus der Gattung Cochemiea in der Familie der Kakteengewächse (Cactaceae). Das Artepitheton barbata stammt aus dem Lateinischen, bedeutet ‚bärtig‘ und verweist auf die gewimperten Perianthsegmente.

## Beschreibung
Cochemiea barbata wächst einzeln oder auch vielköpfig und bildet dabei dichte Polster aus. Die einzelnen Pflanzenkörper sind niedergedrückt, kugelig bis kurz zylindrisch geformt und etwa 3 bis 4 Zentimeter im Durchmesser groß. Die Warzen sind weichfleischig, kugelig bis zylindrisch und haben keinen Milchsaft. Die Axillen sind nackt. Die 1 bis 4 Mitteldornen sind steif abstehend, braun bis rötlich-braun oder orangebraun und bis zu 2 Zentimeter lang. Von ihnen sind 1 bis 2 stark gehakt. Die 16 bis 60 Randdornen stehen in mehreren Reihen. Sie sind meist haarig, weißlich bis gelblich, manchmal dunkler gespitzt und 0,6 bis 0,8 Zentimeter lang.
Die Blüten werden 1,5 bis 3 Zentimeter lang mit einem ebensolchen Durchmesser. Sie sind hellrosa bis gelblich, rosa bis orange oder auch bräunlich bis grünlich. Die äußeren Perianthsegmente sind gewimpert. Die länglich grünen bis purpurroten oder bis dunkelroten Früchte werden bis zu 1 Zentimeter im Durchmesser groß und enthalten dunkel rötlich-braune Samen.

## Verbreitung, Systematik und Gefährdung
Cochemiea barbata ist in den US-Staaten Arizona und New Mexico sowie in den mexikanischen Bundesstaaten Chihuahua, Sonora und Durango verbreitet.
Die Erstbeschreibung als Mammillaria barbata erfolgte 1848 durch George Engelmann. Alexander Borissovitch Doweld stellte die Art im Jahr 2000 in die Gattung Cochemiea. Weitere nomenklatorische Synonyme sind Cactus barbatus (Engelm.) Kuntze (1891), Neomammillaria barbata (Engelm.) Britton & Rose (1923), Chilita barbata Orcutt (1926) und Ebnerella barbata (Engelm.) Buxb. (1951).
In der Roten Liste gefährdeter Arten der IUCN wird die Art als „Least Concern (LC)“, d. h. als nicht gefährdet geführt.

## Nachweise